# Derek Harold Richard Barton
Derek Harold Richard Barton (Gravesend, 8 settembre 1918 – College Station, 16 marzo 1998) è stato un chimico britannico vincitore del Premio Nobel per la chimica nel 1969.

## Biografia
Nato nel 1918 a Gravesend, nella contea inglese di Kent, Barton si laureò all'Imperial College dell'Università di Londra nel 1940 conseguendo due anni più tardi anche il PhD in chimica organica. Da allora fino al 1944 lavorò come ricercatore scientifico per il governo, quando passò alla Albright and Wilson di Birmingham fino al 1945. Successivamente ricoprì il ruolo di professore presso l'Imperial College e dal 1946 fino al 1949 fu ricercatore presso l'Imperial Chemical Industries. Tra il 1949 e il 1950 tenne conferenze di chimica dei prodotti naturali all'Università di Harvard, quindi ottenne dal Birkbeck College la nomina a professore di chimica organica nel 1953. Nel 1955 divenne regio professore di chimica all'Università di Glasgow, mentre nel 1957 fu nominato professore di chimica organica all'Imperial College. Nel 1986 divenne professore distinto alla Texas A&M University, Stati Uniti, ruolo che ricoprì per dodici anni fino alla sua morte.
Nel 1954 fu eletto membro della Royal Society e nel 1956 entrò a far parte della Royal Society di Edimburgo; nel 1965 fu nominato membro del Council for Scientific Policy. Tra il biennio 1958-1959 fu professore visitatore presso il Massachusetts Institute of Technology e le università dell'Illinois e del Wisconsin. Fu nominato cavaliere nel 1972 però decise di rimanere noto come Sir Derek solamente nel Regno Unito. Nel 1978 divenne direttore dell'Istituto di Chimica delle Sostanze Naturali (ICSN - Gif Sur-Yvette) in Francia.
Barton si sposò tre volte ed ebbe un figlio dalla prima moglie. Morì a College Station, Texas, il 16 marzo 1998.

## Attività scientifica
Specializzato in chimica organica, Derek Barton mostrò nel 1950 che alle molecole organiche è possibile assegnare una conformazione preferenziale sulla base di calcoli chimico fisici, legati in particolare al lavoro di Odd Hassel. Utilizzando la nuova tecnica dell'"analisi conformazionale" mediante diffrazione dei raggi X, contribuì successivamente alla determinazione della geometria di molte altre molecole organiche complesse di origine naturale. Nel 1952 vinse il Tilden Prize della  Chemical Society (oggi RSC) e nel 1961 gli venne assegnata la medaglia Davy.
Nel 1969 Barton vinse il premio Nobel per la chimica, insieme con Odd Hassel, per i suoi contributi allo sviluppo del concetto di conformazione e le sue applicazioni in chimica e nel 1980 la medaglia Copley e nel 1995 la medaglia Priestley.
Il suo nome è legato anche a una serie di reazioni chimiche come la reazione di Barton e la Deossigenazione di Barton-McCombie.